# The Garden Island
The Garden Island é um jornal diário baseado em Lihue, Havaí, cobrindo as ilhas de Kauai e Niihau. A Garden Island começou a publicação em 1902. Era anteriormente propriedade da Scripps League Newspapers, adquirida pela Pulitzer em 1996; A Lee Enterprises adquiriu a Pulitzer em 2005. Oahu Publications Inc., editora do Honolulu Star-Advertiser, adquiriu o jornal The Garden Island da Lee Enterprises em janeiro de 2013.